# Benton megye (Iowa)
Benton megye az Amerikai Egyesült Államokban, azon belül Iowa államban található. Lakosainak száma 25 575 fő (2020. április 1.). Benton megye Buchanan, Iowa, Black Hawk, Linn, Johnson, Poweshiek és Tama megyékkel határos.

## Népesség
A megye népessége az elmúlt években az alábbi módon változott:
| Lakosok száma | 26 059 | 26 132 | 25 849 | 25 699 | 25 658 | 25 575 |
|               | 2010   | 2011   | 2012   | 2013   | 2015   | 2020   |